# Ryujin
Ryūjin  (龍神村, Ryūjin-mura) was een Japanse gemeente in het district Hidaka van de prefectuur Wakayama. Op 1 oktober 2004 had de gemeente 4378 inwoners en een bevolkingsdichtheid van 17,16 inw./km². De oppervlakte van de gemeente bedroeg 255,13 km².

## Geschiedenis
- Ryujin ontstond in 1889.
- Op 1 mei 2005 hield de gemeente op te bestaan als zelfstandige entiteit toen ze samen met Oto, Nakahechi en Hongu werd aangehecht bij de stad Tanabe.

## Verkeer
- Ryujin ligt aan de volgende autowegen:
  - Nationale weg 371
  - Nationale weg 424
  - Nationale weg 425
- Ryujin ligt aan de prefecturale wegen 19, 29, 198 en 735.

## Partnersteden
Ryujin had een stedenband met:
- Higashiagatsuma, Gunma
- Hikawa, Shimane
- Sennan, Osaka

De stedenbanden werden overgenomen door Tanabe.

## Bezienswaardigheden
- Ryūjin-onsen (龍神温泉)
- De berg Gomadan-zan (護摩壇山,1372 m)